# Wybór jednokrotny
Wybór jednokrotny – wybór wykonywany poprzez pojedyncze losowanie z puli lub celowe zakreślenie jednego i tylko jednego spośród wielu dostępnych wariantów odpowiedzi np. w testach jednokrotnego wyboru podczas sprawdzianu lub egzaminu.